# کوردون دل آزوفره
کوردون دل آزوفره (به اسپانیایی: Cordón del Azufre) یک کوه در شیلی است که در بخش آنتوفاگاستا د لا سیرا واقع شده‌است. کوردون دل آزوفره ۵٬۴۸۱ متر بالاتر از سطح دریا واقع شده‌است.